# Zapped! - Il college più sballato d'America
Zapped! - Il college più sballato d'America (Zapped!) è un film commedia statunitense del 1982 diretto da Robert J. Rosenthal.